# Campionati Internazionali di Sicilia 1980
I Campionati Internazionali di Sicilia 1980 sono stati un torneo di tennis giocato sulla terra rossa. È stata la 2ª edizione dei Campionati Internazionali di Sicilia, che fanno parte del Volvo Grand Prix 1980. Si sono giocati a Palermo in Italia, dall'8 al 14 settembre 1980.

## Campioni

### Singolare
Guillermo Vilas ha battuto in finale  Paul McNamee con il punteggio di 6–4, 6–0, 6–0

### Doppio
Gianni Ocleppo /  Ricardo Ycaza hanno battuto in finale  Víctor Pecci /  Balázs Taróczy con il punteggio di 6–2, 6–2